# Tomas Bonnier
Tomas Bonnier, född 22 april 1926 i Oscars församling i Stockholm, död 3 februari 2021 i Lidingö distrikt, var en svensk företagsledare.
Bonnier var son till bokförläggaren Kaj Bonnier och Ulla Wetterlind, yngre bror till Suzanne Bonnier, äldre bror till David Bonnier och sonson till bokförläggaren Karl Otto Bonnier. Han var också brorson till förläggarna Tor Bonnier och Åke Bonnier den äldre samt genetikern Gert Bonnier. De tillhör alla mediesläkten Bonnier.
Efter studentexamen 1945 studerade han vidare och diplomerades från Grafiska Institutet (DGI) 1949. 1949-1950 studerade han vid The Chicago Lithographic Institute, Chicago. Han fick anställning hos Åhlén & Åkerlunds förlag AB 1950, blev verkställande direktör hos Svenska AB Laminator 1953 samt Ljunglöfs Litografiska AB 1954–1961. Bonnier var delägare och styrelseledamot i Svenska AB Laminator, String design AB och AB Seffle möbelfabrik.
Han var vice styrelseordförande i Tidnings AB Marieberg.
Bonnier var sedan 1949 gift med Ingrid Hermansson (1926–2023), dotter till byråchef Knut Hermansson och Inez Signeul. De fick barnen Marie (född 1951) och Kaj (född 1954). Tomas Bonnier är begravd på Lidingö kyrkogård.